# عبد الله ثابت
عبد الله ثابت (ولد في منطقة عسير في 6 مارس 1973م) شاعر وروائي سعودي. اعتبرمن المؤلفين الشباب الفاعلين في الساحة العربية والمحلية، وذلك بعد صدور روايته (الإرهابي20). كتب زاوية أسبوعية في جريدة الوطن السعودية من عام 2001 إلى عام 2006.

## التعليم
- حاصل على درجة البكالوريوس في علوم اللغة العربية وآدابها من جامعة الملك خالد عام 1998م.

## إصدارات

### دواوين
- الهتك
- النوبات. 2005م.
- حرام cv.
- كتاب الوحشة. 2008م.
- جلبة لتحريك الوقت. مجموعة شعرية صدرت عام 2019،[3] وترجمت للغة الفرنسية بعنوان (معلق في العدم)، نُقلت للفرنسية بواسطة المترجم والشاعر التونسي أيمن حسن.[4]
- ميّال: رجال بباب القبو. 2013م.
- يردن المشرب مرتين. 2014م.[5]
- الإلهاء الرائع: شد من أزر المستائين. 2024م.[6]

### روايات
- (الإرهابي 20) ترجمت إلى اللغة الفرنسية والنرويجية.
- (وجه النائم).[7]

## أمسيات ومشاركات
شارك في العديد من الأمسيات الشعرية المحلية والعربية والدولية من بينها:
- شارك مرتين في مهرجان الشعراء الشباب بصنعاء الذي تنظمه وزارة الثقافة اليمنية.
- شارك في مهرجاني «أصوات حية» في لوديف وسيت بفرنسا.[8]

## جوائز
فاز بجائزة المفتاحة عام 2004م عن قصيدته (ربما قالها).